# Милош (боевой робот)
Милош — беспилотное наземное транспортное средство, разработанное Военно-техническим институтом в Белграде после разработки беспилотника Milica в 2009 году. Miloš находится в серийном производстве, а заказчиком выступают вооруженные силы Сербии.

## История
В 2009 году Белградский Военно-технический институт представил свой первый боевой робот по имени Milica. Непрерывное развитие проекта привело к появлению нового робота, названного Miloš. Miloš имеет лучшую автономность и меньшую станцию дистанционного управления, которую несёт и управляет один солдат. Робот помещается в небольшой трейлер и может перевозиться небольшими военными автомобилями с колёсной формулой 4x4 или в нескольких количествах на более крупных транспортных средствах в зону развёртывания. Для наблюдения и обнаружения используются тепловизионная камера, дневная и ночная камеры и лазерный дальномер. К его башне прикреплено одно или два вида оружия. Максимальный общий вес составляет около 700 кг. Две камеры «день/ночь» установлены спереди и сзади. Он может распознавать цель с помощью устройства с зарядовой связью на расстоянии до 1000 метров, а также имеет тепловизионную камеру, которая позволяет распознавать цель до 450 метров. В состав оборудования входит лазерный дальномер с дальностью до 2000 метров.
Впервые представлен публике на военной выставке Partner 2017 в Белграде.

## Варианты
Разработаны несколько варианта Милоша:

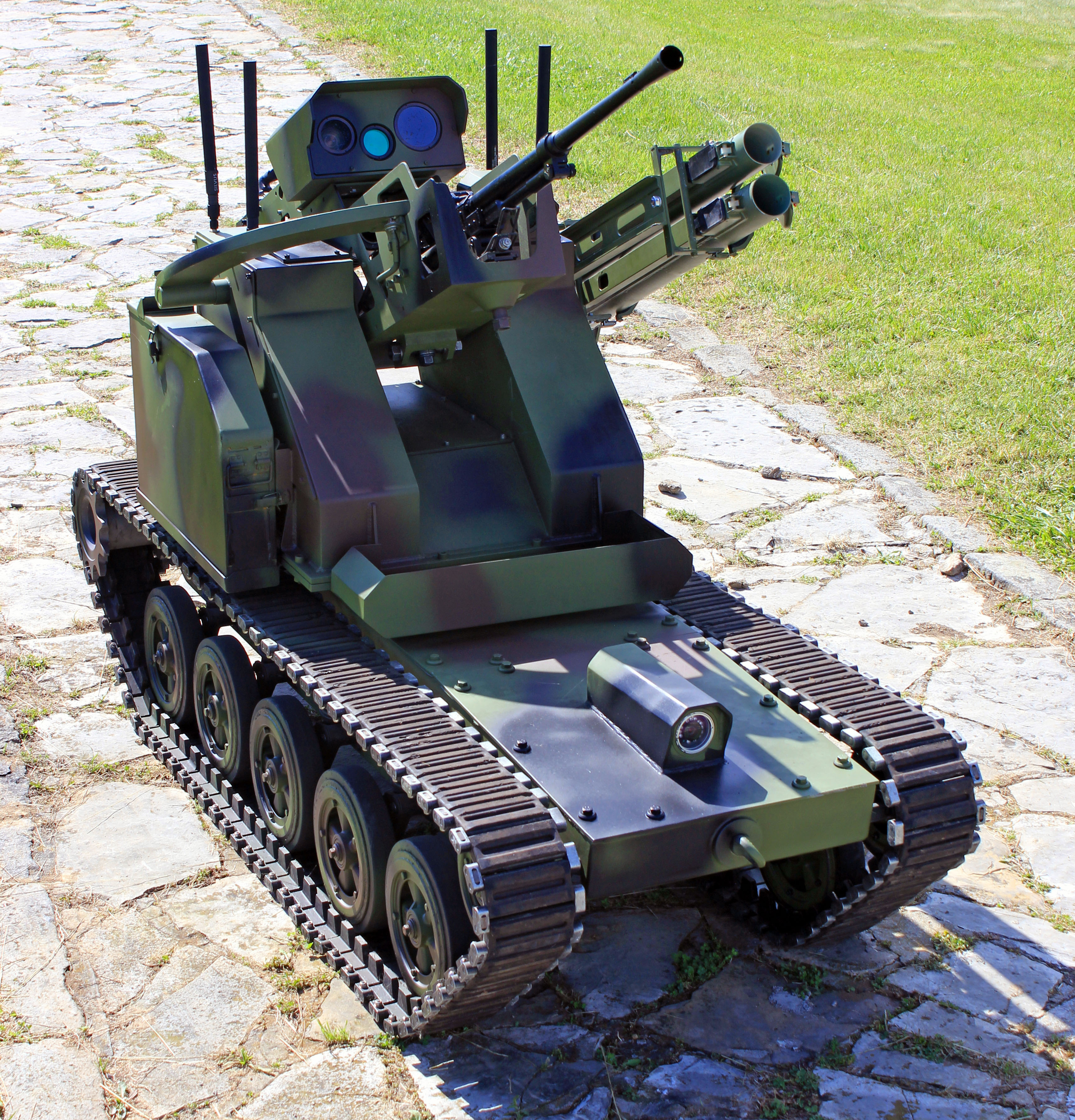
Miloš с дополнительными гранатомётами M80 Zolja

- вооруженный
- грузовой
- Медицинский

## Операторы
Сербия — более 12 единиц на службе 72-й бригады специального назначения Сербских вооружённых сил